# ピアノ四重奏曲第2番 (ブラームス)
ピアノ四重奏曲第2番（ピアノしじゅうそうきょくだいにばん）イ長調 作品26は、ヨハネス・ブラームスが2番目に発表したピアノ四重奏曲。

## 概要
第1番と同様に1855年頃から作曲が始められたと考えており、第1番のほぼ1年後の1862年10月に完成されている。初演は1862年11月29日にウィーンで、ブラームスのピアノとヘルメスベルガー四重奏団のメンバーによって行われた。
作曲時期は第1番と近接しているが、1番が憂愁や暗い情熱をたたえていたのに対し、この作品は明るい響きが支配的で、優雅さや叙情性が強調されている。現在では演奏機会はあまり多くないが、ブラームスの生前は3曲のピアノ四重奏曲の中でもっとも人気のある作品だった。

## 楽曲構成
全4楽章からなり、演奏時間は50分前後。これはブラームスの室内楽作品の中でも特に規模が大きい。
- 第1楽章　Allegro non troppo
イ長調、3/4拍子。ソナタ形式。ピアノに特徴的なリズムの第1主題が出て、弦がそれに応えて始まる。この主題を扱いながら進んでいくとやがて、チェロが奏する第1主題のリズムに乗ってピアノがホ長調の第2主題を奏でる。第2主題を扱った小結尾が終わると（提示部は繰り返しが指示されている）、綿密な展開部が続く。第1主題がピアノの中低音域で奏されると再現部が始まる。イ長調に移された第2主題は今度は弦に再現される。穏やかなコーダは第1主題を主に扱い、決然と終わる。

- 第2楽章　Poco adagio
ホ長調、4/4拍子。ロンド形式。弱音器を付けた弦のゆらめきに寄り添われて、ピアノが美しい旋律を歌う。第1エピソードでピアノが奏する急速なアルペジオは、それまでの平安を脅かすような効果を与えて印象的である。第2エピソードはロ短調の強奏で出されるもので、これらの個性的なエピソードの間に主題が変奏されていく。

- 第3楽章　Poco allegro
イ長調、3/4拍子。穏やかな表情のスケルツォ楽章。基本となるテンポがあまり速くない上に、スケルツォ部とトリオ部がそれぞれソナタ形式で書かれているため、演奏時間は他の楽章に匹敵する。スケルツォ部は弦楽器に提示される第1主題と、スタッカートによる経過句を挟んでピアノに出る第2主題で形成される。トリオは特に対位法的なテクスチュアを持ち、第1主題部と展開部においてはカノンが効果的に用いられる。スケルツォ部はダ・カーポで再現される。

- 第4楽章　Allegro
イ長調、2/2拍子。ロンド・ソナタ形式。第1番のフィナーレのように「ジプシー風」と明示されているわけではないが、快活な冒頭主題には民俗舞曲風の要素が指摘される。これが副楽想をはさんで再現されると、調の定まらない対話風のもの、三連符と付点リズムの組み合わせが特徴的なものなど様々なエピソードが自由に連なっていく。ロンド主題が再現しこれを展開風に扱ったあとは、それまでの楽想が移調して再現されていく。アニマートのコーダではロンド主題を再現し、溌剌と終わる。